# TV Guide (Kanada)

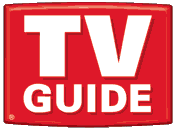
Logo TV Guide

TV Guide war ein wöchentlich erscheinendes kanadisches Magazin, das Informationen zu Fernsehprogrammen sowie fernsehbezogene Nachrichten, Promi-Interviews und Klatsch, Filmkritiken, Kreuzworträtsel und Horoskope lieferte. Den größten Teil des Magazins machten Episodenführer aus. Es entstand als Inlandsversion des amerikanischen Magazins TV Guide, bevor es in eine separate Print-Publikation ausgegliedert wurde, die von 1977 bis 2006 erschien. Ende 2006 wurden die Print-Ausgaben eingestellt und die Inhalte vollständig auf die Website migriert (wenngleich gelegentliche Print-Specials bis 2010 veröffentlicht wurden).